# El Centauro
El Centauro är en ort i Mexiko.   Den ligger i kommunen González och delstaten Tamaulipas, i den centrala delen av landet, 400 km norr om huvudstaden Mexico City. El Centauro ligger 133 meter över havet och antalet invånare är 331.
Terrängen runt El Centauro är platt. Runt El Centauro är det glesbefolkat, med 10 invånare per kvadratkilometer. Närmaste större samhälle är Gustavo A. Madero, 15,0 km söder om El Centauro. Omgivningarna runt El Centauro är en mosaik av jordbruksmark och naturlig växtlighet.